# بیلی بکت
بیلی بکت (انگلیسی: Billy Beckett؛ ۴ ژوئیه ۱۹۱۵ – ۵ آوریل ۱۹۹۸) بازیکن فوتبال اهل بریتانیا بود.
از باشگاه‌هایی که در آن بازی کرده‌است می‌توان به باشگاه فوتبال ترانمره راورز، باشگاه فوتبال بلکپول، باشگاه فوتبال واتفورد، باشگاه فوتبال نورث‌همپتون تاون، و باشگاه فوتبال برادفورد سیتی اشاره کرد.